# 20e eeuw v.Chr.
De 20e eeuw v.Chr. (van de christelijke jaartelling) is de 20e periode van 100 jaar, dus bestaande uit de jaren 2000 tot en met 1901 v.Chr. De 20e eeuw v.Chr. behoort tot het 2e millennium v.Chr.
Opmerking: Omdat in deze tijd de dateringen meestal niet veel nauwkeuriger zijn dan plusminus enkele tientallen jaren, worden in deze tijd de gebeurtenissen per eeuw weergegeven.
- 2000-1600 is het midden-bronstijdperk

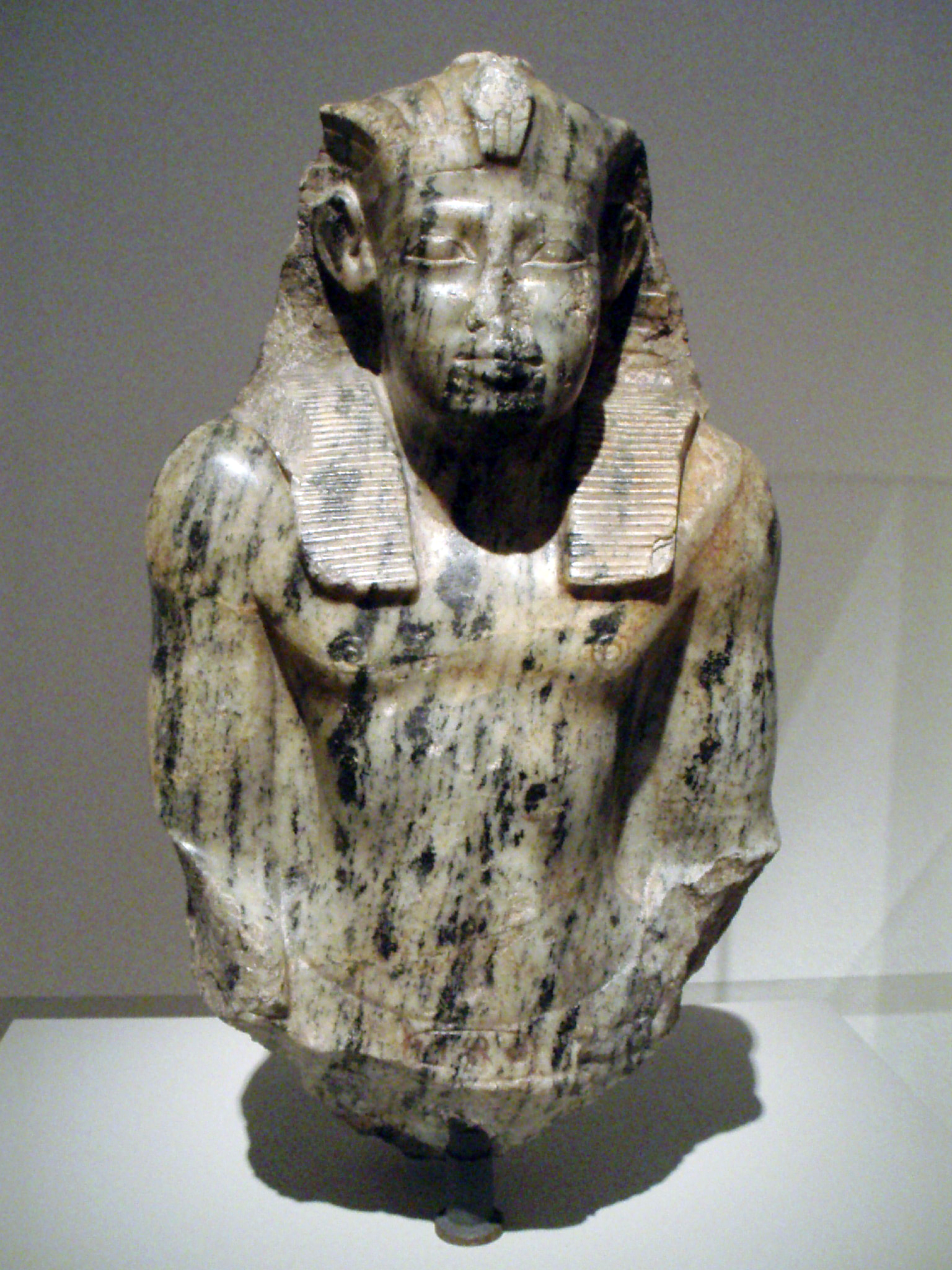
Senoeseret I

## Gebeurtenissen

### Europa
- ca. 2000 v.Chr. - In Zuid-Engeland beleeft de Wessexcultuur haar hoogtijd. Getuige de talrijke grafgiften die men later in de grafheuvels terugvindt. Ook wordt vanaf deze periode brons bewerkt op het eiland. Rond deze tijd wordt Stonehenge afgewerkt. De tempel heeft een grootste diameter van 32 m, begrensd door 30 rechtopstaande stenen van 4,5 m hoog. De cirkel wordt afgedekt met stenen van 3 m lang.
- ca. 2000 v.Chr. - In de Lage Landen zijn er vindplaatsen van nederzettingen, waaruit af te leiden is dat er "handelaars" in onze gewesten waren. Mogelijk zijn ze afkomstig uit het zuiden van Europa. Er worden koperen voorwerpen gevonden. Langs de kust vestigen zich mensen die van de visvangst leven en ook landbouw raakt meer en meer verspreid in westelijk en zuidelijk Europa.
- ca. 1950 v.Chr. - Rond deze tijd doet de ploeg haar intrede in West-Europa. Met deze eenvoudige ploeg kan men voren maken in lichte grond.

### Kreta
- ca. 2000 v.Chr. - De Midden-Minoïsche beschaving breekt aan. Op Kreta verschijnen de eerste paleizen, zoals die van Knossos, Malia en Phaistos. Ze getuigen van de bloei van de Minoïsche beschaving. De Kretenzers voeren handel met het Griekse vasteland, maar ook met havensteden in Syrië en Egypte. Ze voeren het beeldschrift in, met als voorbeeld Egypte.

### Klein-Azië
- ca. 2000 v.Chr. - De Hettieten, het oudste Indo-Europese cultuurvolk, verhuizen naar Midden-Azië. De naam van het volk is niet Indo-Europees, maar werd gegeven door de Assyriërs en het komt ook voor in de Bijbel. Ze stichten uiteindelijk een rijk in Anatolië, met als hoofdstad Kussara.

### Mesopotamië
- ca. 2000 v.Chr. - Rond deze tijd vallen Semitische Kanaänieten het rijk binnen, en richten grote schade aan. Als gevolg van de semitisering ontstaat Isin, en worden de steden Larsa en Babylon herbouwd.

- In Assyrië regeert Erišum I en onderhoudt een aanzienlijk handelsimperium, inclusief met Kaniš in Anatolië.

In Sumer zijn in deze tijd twee machtscentra:
- De Elamieten van Larsa
- De Amorieten van Isin

Dynastie Larsa (Elamieten) (2025 - 1763 v.Chr.)
- 1977 - 1977 v.Chr. Samium
- 1977 - 1941 v.Chr. Zabaya
- 1941 - 1932 v.Chr. Gungunum
- 1932 - 1905 v.Chr. Abisare

Dynastie Isin (Amorieten) (2017 - 1794 v.Chr.)
- 1985 - 1984 v.Chr. Shu-Ilishu
- 1984 - 1975 v.Chr. Iddlin-Dagan
- 1975 - 1953 v.Chr. -Dagan

### Egypte
- ca. 1980 v.Chr. - Koning Mentoehotep IV (1983 - 1976 v.Chr.) de zevende farao van Egypte (11e dynastie) wordt vermoord door paleiswachten.
- Koning Amenemhat I (1976 - 1947 v.Chr.) de eerste farao van Egypte (12e dynastie) verplaatst de koninklijke residentie van Thebe naar Memphis, de voormalige hoofdstad van het Oude Rijk.
- ca. 1960 v.Chr. - Amenemhat I stelt zijn zoon Senoeseret I als mede-heerser aan van het Middenrijk. Tijdens militaire campagnes dringt men in het zuiden door tot aan de tweede cataract.
- ca. 1950 v.Chr. - Amenemhat I wordt na een regeerperiode van 30 jaar bij een paleiscoup vermoord. Senoeseret I die een campagne voert in Libië, keert overhaast terug naar Memphis.[1]
- In Egypte wordt het bestuur gecentraliseerd, de nomarchen wordt hun macht ontnomen. Grote tempels worden gebouwd in Karnak (vlak bij Thebe), gelegen op de oostoever van de Nijl.
- Koning Senoeseret I (1947 - 1911 v.Chr.) de tweede farao van Egypte (12e dynastie) verovert Nubië. De rijksgrens wordt hiermee naar het zuiden verlegd, tot onder Aboe Simbel.
- ca. 1920 v.Chr. - Koning Amenemhat II (1911 - 1879 v.Chr.) de derde farao van Egypte (12e dynastie). Hij voert handel met het Verre Oosten, Mesopotamië en Kreta.

### India
- ca. 2000 v.Chr. - Harappan 3C en Laat Harappan periode (zg. Cemetery H).
- In de loop van de 20e eeuw v.Chr. mengen overblijfselen van de Indusvallei beschaving (zg. Cemetery H) zich met die van andere volken, hetgeen waarschijnlijk tot de opkomst van de Vedische cultuur leidt en uiteindelijk tot het Hindoeïsme.
- De Cemetery H cultuur levert het eerste bewijs van crematie, een praktijk die in het hedendaags Hindoeïsme nog steeds dominant is.

## Uitvindingen en ontdekkingen
- 2000 v.Chr - De eerste geschreven verslagen van schizofrenie.
- c. 2000 v.Chr. - Glas verschijnt.
- c. 2000 v.Chr. - Opkomst van de strijdwagen.
- 1950 v.Chr. - De koperen bar van Nippur definieert de Sumerische el als 51,72 cm.

<< · 20e · 19e · 18e · 17e · 16e · 15e · 14e · 13e · 12e · 11e · >>